# Lloyd M. Aiello
Lloyd M. Aiello (* 1932; † 30. Dezember 2019) war ein US-amerikanischer Augenarzt an der Harvard Medical School und am Joslin Diabetes Center.

## Leben
Aiello war selbst Sohn eines Augenarztes. Er schloss sein Medizinstudium an der Boston University ab und absolvierte seine Facharztausbildung an der Harvard Medical School und am Massachusetts Eye and Ear Infirmary.
Aiello diente von 1954 bis 1956 in der United States Navy und arbeitete ab 1962 am Joslin Diabetes Center. Er war Professor für Augenheilkunde an der Harvard Medical School und Gründungsdirektor des Beetham Eye Institute am Joslin Diabetes Center.
Aiello erhielt den Warren Alpert Foundation Prize 2008/2009 für die Entwicklung (1967 gemeinsam mit seinem Schwiegervater William P. Beetham) der Netzhaut-Lasertherapie bei diabetischer Retinopathie, seinerzeit die häufigste Erblindungsursache im mittleren Erwachsenenalter. Das Verfahren wurde für etwa 50 Jahre Standardtherapie der diabetischen Retinopathie. Seit 1990 bemühte sich Aiello vor allem um die Früherkennung diabetesbedingter Netzhautschäden, unter anderem mittels Telemedizin. Er war 1992 Präsident der New England Ophthalmological Society.
Laut Datenbank Scopus hat Lloyd M. Aiello einen h-Index von 22 (Stand Oktober 2020).
Sein Sohn, Lloyd P. Aiello ist ebenfalls ein bekannter Augenarzt, der seinem Vater in der Leitung des Beetham Eye Institute nachfolgte. Lloyd P. Aiello erhielt 2014 den Prémio de Visão António Champalimaud.